# ياسين قاراجا
ياسين قاراجا (بالتركية: Yasin Karaca)‏ هو لاعب كرة قدم تركي في مركز الوسط، ولد في 16 ديسمبر 1983 في Paal, Belgium ‏ في بلجيكا. شارك مع منتخب تركيا تحت 17 سنة لكرة القدم ومنتخب تركيا تحت 19 سنة لكرة القدم ومنتخب تركيا تحت 21 سنة لكرة القدم. أما مع النوادي، فقد لعب مع أوستينده وأولمبيك تشارلروا وإف91 دوديلانج ودي غرافشاب ورويال أندرلخت وسيفاسبور ونادي تورك تليكوم ونادي تورنهاوت ونادي فيسترلو.

## وصلات خارجية
- ياسين قاراجا على موقع اتحاد تركيا (لاعب) (الإنجليزية)
- ياسين قاراجا على موقع قاعدة بيانات كرة القدم.إي يو (الإنجليزية)